# Zaborol (obwód rówieński)
Zaborol (ukr. Забороль) – wieś na Ukrainie, w rejonie rówieńskim obwodu rówieńskiego, na Wołyniu.
Pod koniec XIX w. we wsi znajdowała się drewniana cerkiew pw. Jana Chrzciciela, wybudowana w 1762 r. Do parafii prawosławnej należały: Biczal i Remel.
W okolicach tej miejscowości w 1920 rozgrywała się bitwa pod Równem.

## Bibliografia

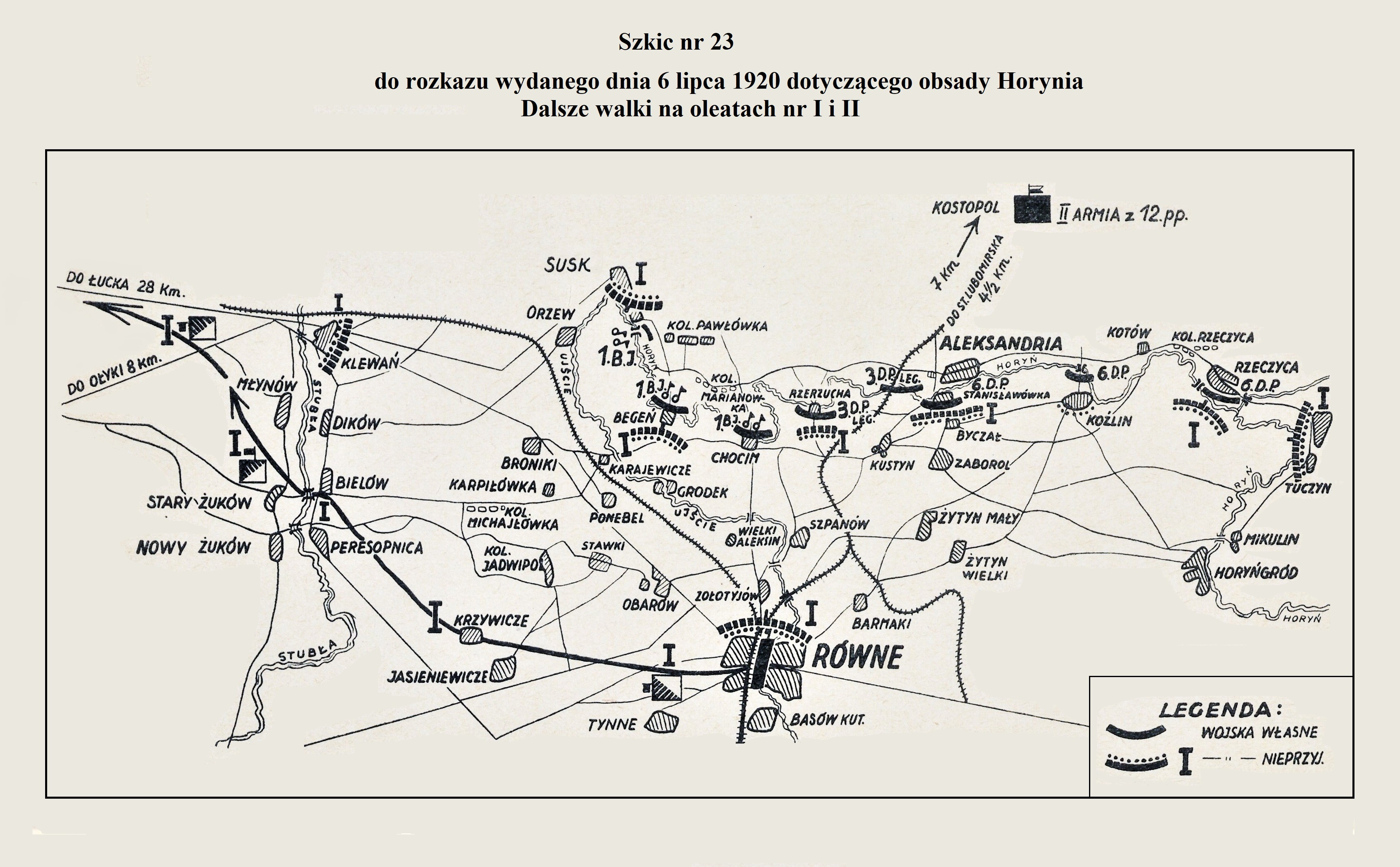
Gen. Kazimierz Raszewski, Wspomnienia z własnych przeżyć do końca roku 1920